# Peito (mitologia)
Peito (em grego clássico: Πειθώ; romaniz.: Peithó, na mitologia grega, era a deusa da sedução e da persuasão. Era seguidora de Afrodite, e em algumas versões era sua filha com um deus qualquer. Casou-se com o mensageiro dos deuses, Hermes.
Dá nome ao asteroide 118 Peito.